# Kosov

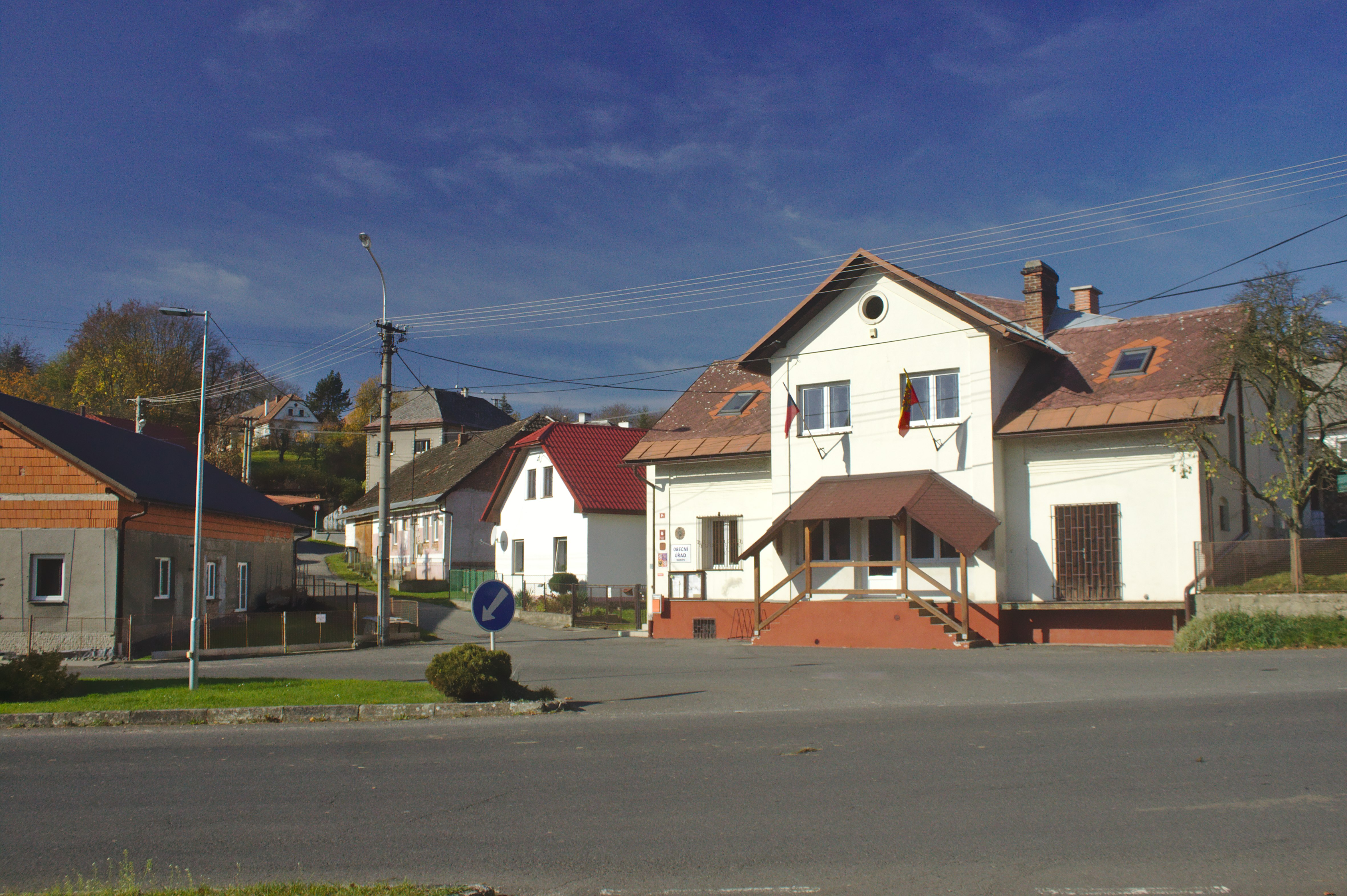
Kosov (2019)

Kosov (deutsch Kosse) ist eine Gemeinde in Tschechien. Sie liegt fünf Kilometer westlich von Zábřeh und gehört zum Okres Šumperk.

## Geographie
Kosov befindet sich im Quellgebiet des Kosovský potok, eines kleinen Zuflusses der Moravská Sázava, im Hohenstädter Bergland.
Nachbarorte sind Drozdov im Norden, Pivonín im Nordosten, Zábřeh und Nemile im Osten, Lupěné und Hněvkov im Südosten, Hynčina im Süden sowie Hoštejn im Südwesten.

## Geschichte
Die erste urkundliche Erwähnung von Kosov erfolgte 1360. Das Dorf war seit seiner Gründung der Burg Hoštejn untertänig und gehörte bis zur Aufhebung der Patrimonialherrschaften im Jahre 1848 zur Herrschaft Hoštejn. Im Jahre 1810 nahm die Dorfschule den Unterricht auf. Zwischen 1880 und 1888 wurde die Straße von Hohenstadt nach Hochstein gebaut. 1888 hatte das Dorf 571 Einwohner. Nach dem Münchner Abkommen wurde Kosse bis 1945 Teil des deutschen Landkreises Hohenstadt. 1939 lebten in dem Dorf 515 Menschen, 1994 waren es 285.

## Ortsgliederung
Für die Gemeinde Kosov sind keine Ortsteile ausgewiesen.

## Sehenswürdigkeiten
- Kapelle, erbaut 1868–1871